# Momoasson
Momoasson (greco: Μομοάσσον, Μαμίσα, Μαμίσσος) era un antico villaggio del Thema di Cappadocia, nell'attuale Turchia centro-meridionale, corrispondente all'odierno villaggio di Gökçe (già Mamasun).

## Storia
Il villaggio era famoso in epoca tardo-romana e bizantina, in quanto era una stazione di passaggio per i pellegrini che si recavano a Gerusalemme. Inoltre, la località era legata al culto del martire San Mamete di Cesarea, conosciuto anche come San Mama o San Mamante, il quale, secondo la tradizione, era nato qui. Nel villaggio, infatti, esisteva un santuario dedicato al culto del Santo che era ancora in funzione nel secolo XI, come attesta Niceta di Serres, metropolita di Eraclea. Nei dintorni della località si trova un'antica chiesa rupestre bizantina.